# Hainbuchen

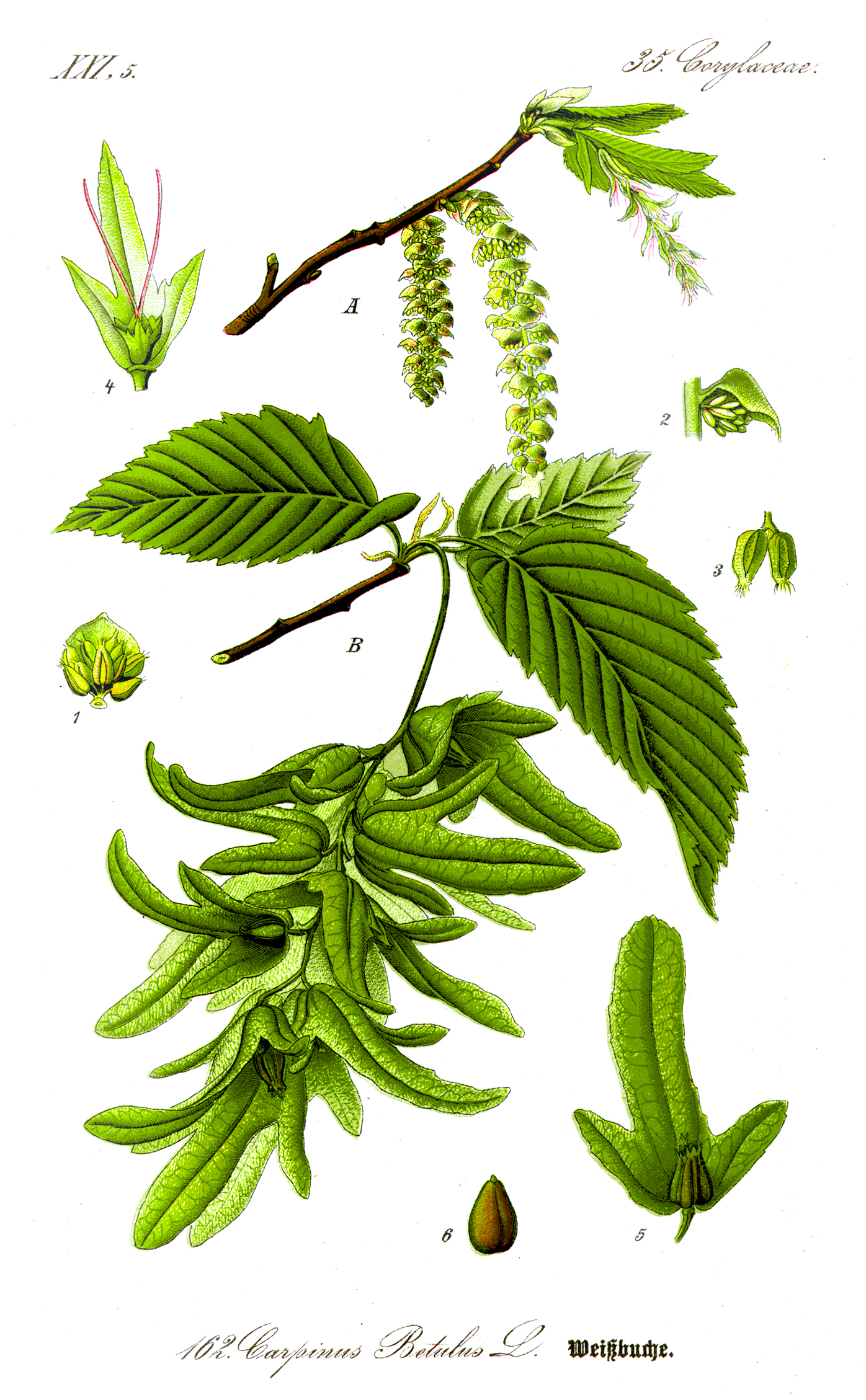
Illustration von Carpinus betulus

Die Hainbuchen oder Weißbuchen (Carpinus) sind eine Pflanzengattung innerhalb der Familie der Birkengewächse. Es sind sommergrüne Bäume oder hohe Sträucher der gemäßigten Gebiete der Nordhalbkugel von Europa bis zum Verbreitungsschwerpunkt in Ostasien. Zwei Arten (Carpinus caroliniana und Carpinus tropicalis) kommen in Nord- und Mittelamerika vor. Die einzige in Mitteleuropa heimische Art ist die Gewöhnliche Hainbuche. In Südosteuropa wurde 2024 die Südbalkan-Hainbuche erstbeschrieben. Trotz ihres Namens sind die Hainbuchen nicht näher mit den Buchen verwandt.

## Beschreibung
Die Hainbuchen-Arten sind sommergrüne Bäume oder manchmal Sträucher. Die Rinde ist grau, glatt oder schuppig. Die Zweige sind dünn. Die Knospen sind spitz kegelförmig oder eiförmig und liegen an den Zweigen an, Endknospen fehlen. Die Knospenschuppen sind in vier Längszeilen angeordnet. Die Laubblätter stehen wechselständig in zwei Zeilen. Die Nebenblätter sind hinfällig oder bleiben bis zum Blattabfall erhalten. Die Blattspreite ist einfach und unregelmäßig doppelt oder einfach gesägt. Es werden abhängig von der Art sieben bis 34 Nervenpaare gebildet.
Die Hainbuchen-Arten sind einhäusig getrenntgeschlechtig (monözisch). Die Blütenstände erscheinen mit dem Blattaustrieb. Die weiblichen erscheinen einzeln und stehen unter den männlichen am Zweig. Die männlichen Blütenstände erscheinen einzeln oder zu mehreren, es sind hängende, zylindrische Kätzchen mit zahlreichen überlappenden Tragblättern. Sie wachsen an blattlosen oder wenigblättrigen Kurztrieben. Die männlichen Blüten wachsen einzeln in den Achseln der eiförmigen Tragblätter. Sie besitzen weder Perigon noch Vorblatt und besitzen drei bis 12 Staubblätter mit an der Spitze gegabelten Staubfäden und zweikammrigen Staubbeuteln mit getrennten und an der Spitze behaarten Theken. Die weiblichen Blütenstände sind aufrechte und später hängende, behaarte Kätzchen mit fünf bis 20 Blüten an den Enden junger, beblätterter Triebe. Je zwei Blüten wachsen in den Achseln der eiförmigen und hinfälligen Tragblätter. Sie haben ein unscheinbares Perigon (Kelch) und ein eiförmiges oder dreilappiges Deckblatt (Tragblatt und zwei Vorblätter). Der unterständige Fruchtknoten ist zweifächrig mit kurzem Griffel, die zwei langen, fadenförmigen Narben sind rot.
Die Früchte wachsen zu mehreren in bis zu 15 Zentimeter langen ährigen Fruchtständen mit 1 bis 4 Zentimeter langen Stielen. Als Früchte werden 3 bis 10 Millimeter lange, eiförmige, mehr oder weniger abgeflachte, längsrippige Nüsse mit beständigem Perigon und Griffel-, Narbenresten gebildet, die am Grund mit dem eiförmigen oder dreilappigen, deutlich geaderten und vergrößerten Deckblatt verwachsen sind. Die Flügel sind stets viel länger als die Nuss.

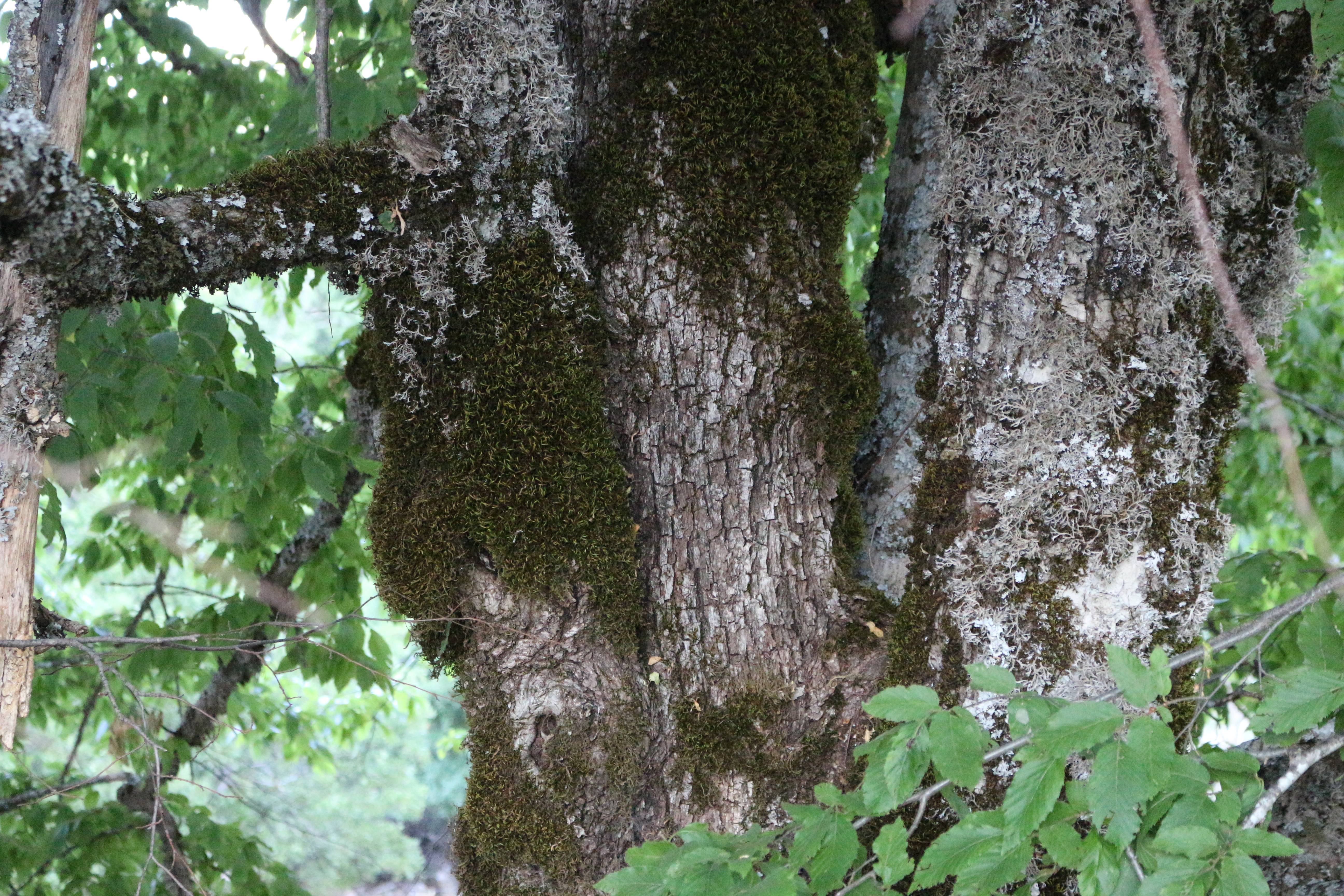
Rinde der Südbalkan-Hainbuche (Carpinus austrobalcanica)

Die Chromosomengrundzahl beträgt x = 8.

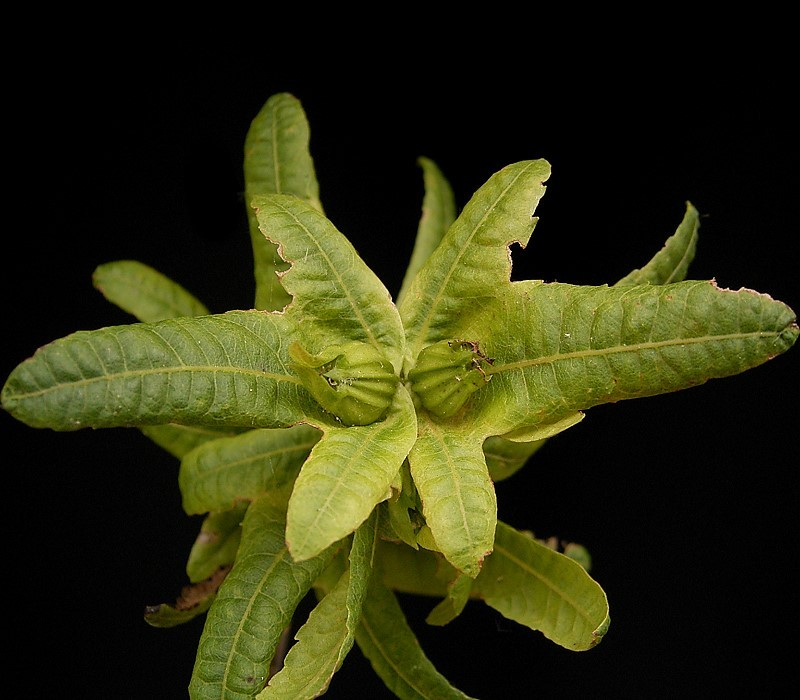
Früchte der Gewöhnlichen Hainbuche (Carpinus betulus)

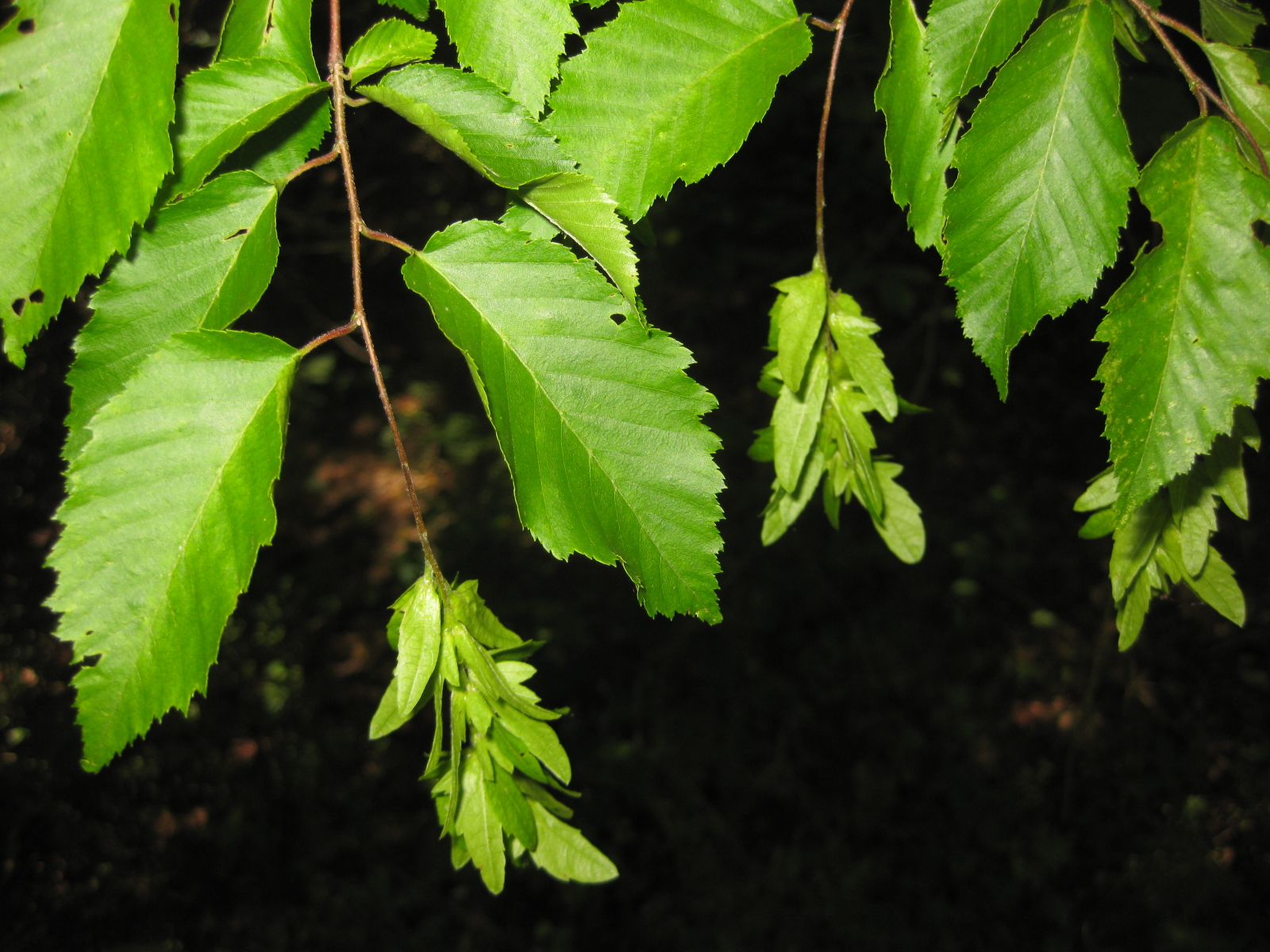
Amerikanische Hainbuche (Carpinus caroliniana)

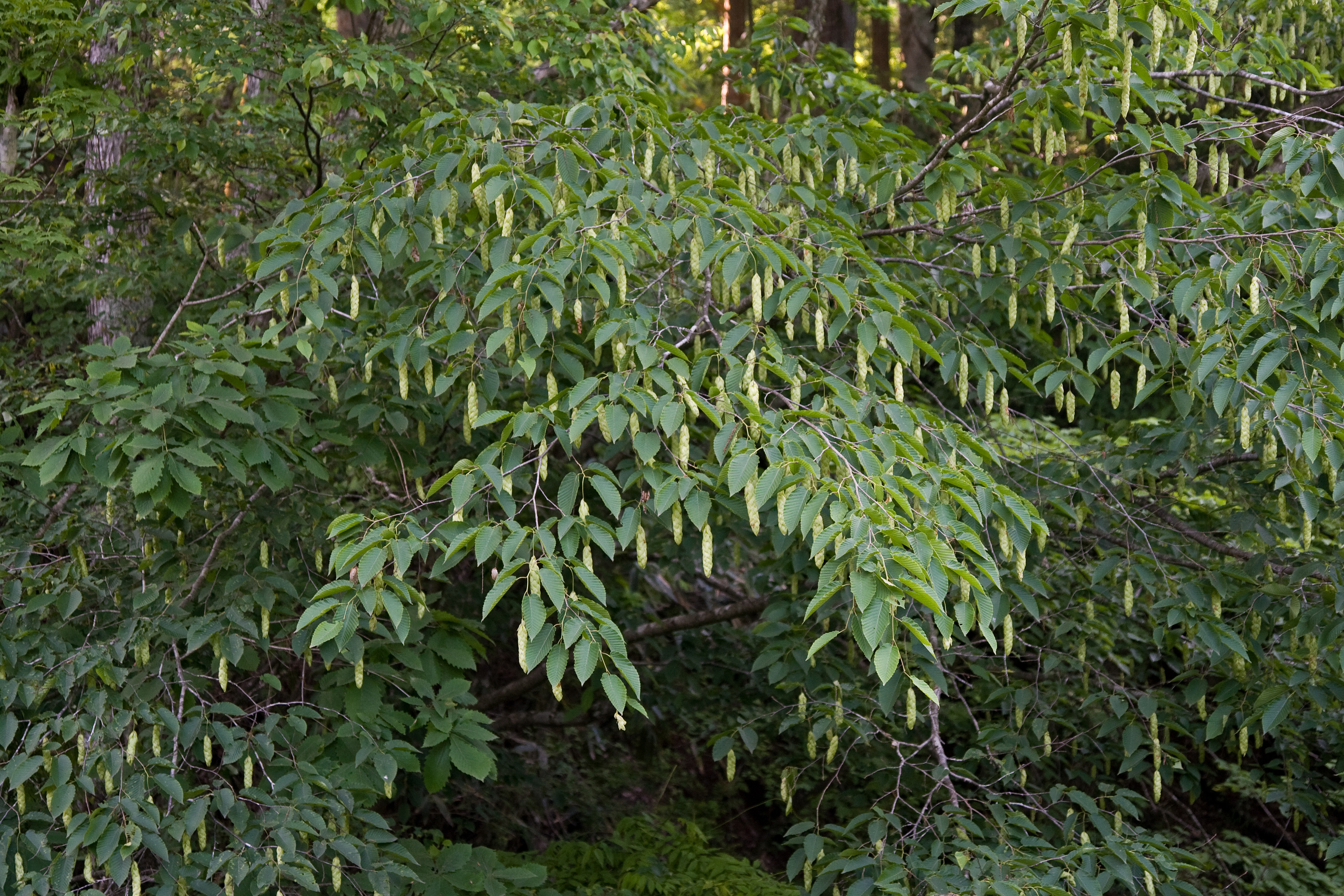
Herzblättrige Hainbuche (Carpinus cordata)

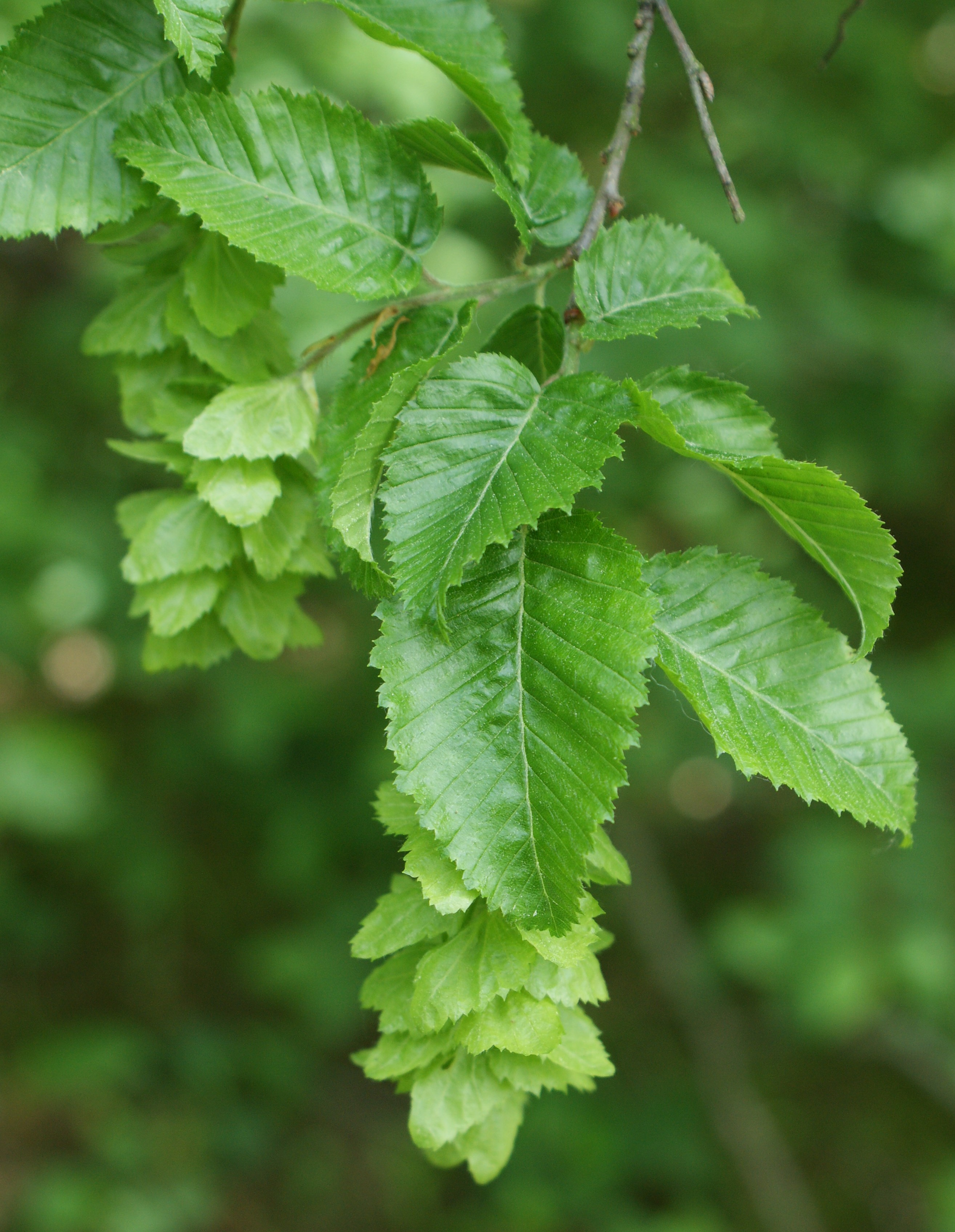
Orientalische Hainbuche (Carpinus orientalis)

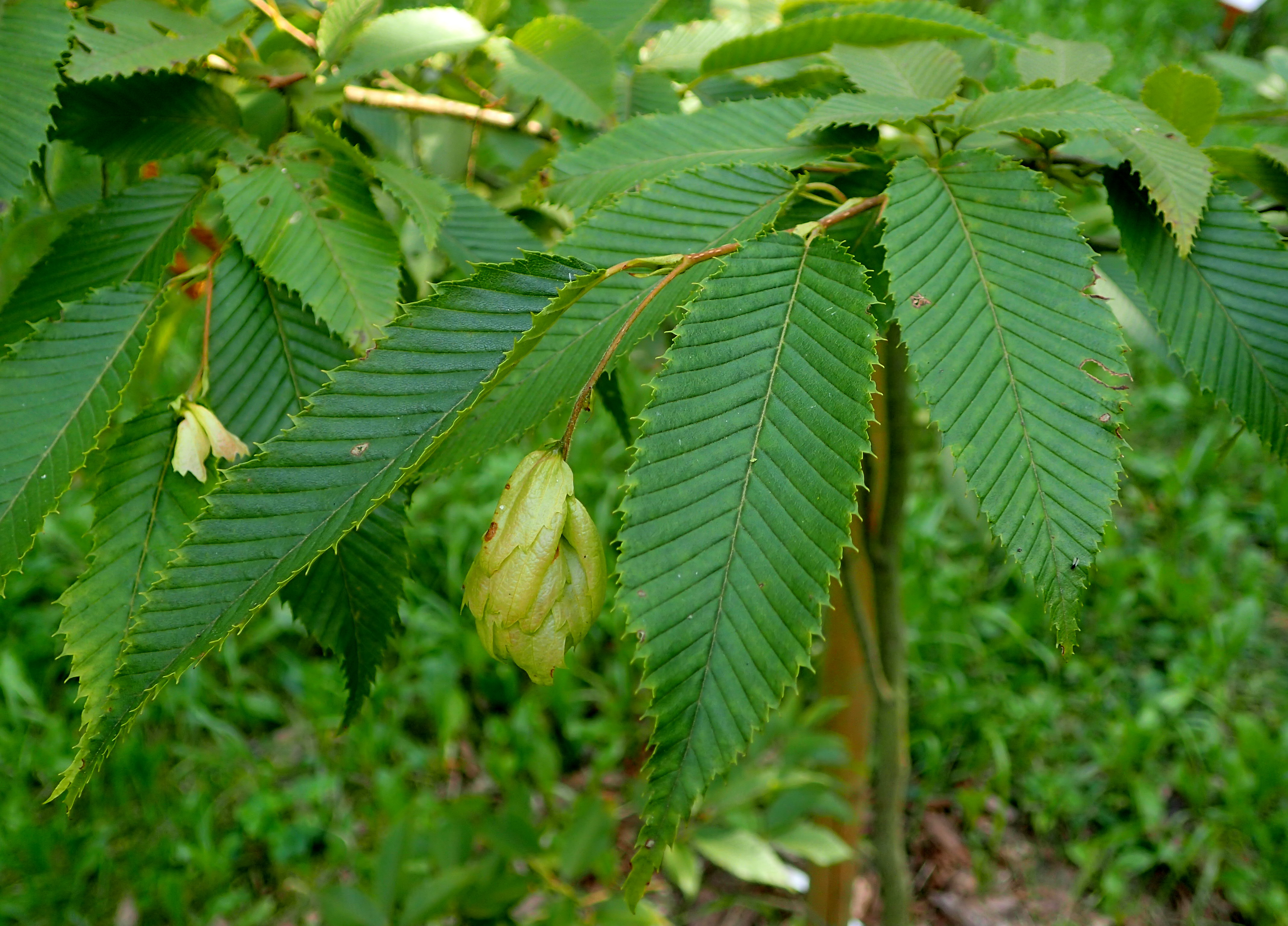
Turczaninows Hainbuche (Carpinus turczaninowii)

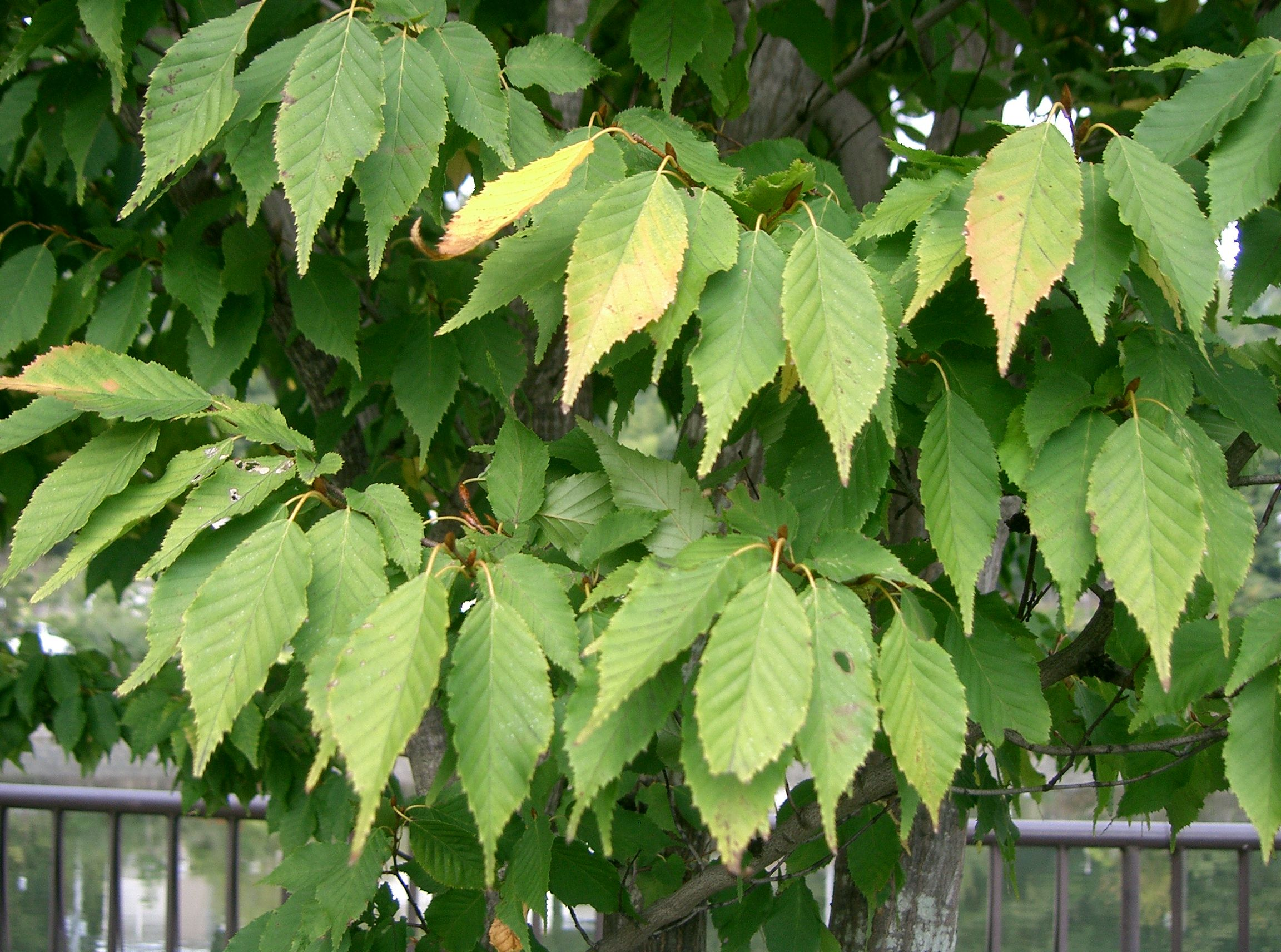
Tschonoskis Hainbuche (Carpinus tschonoskii)

## Systematik und Verbreitung
Die Hainbuchen (Carpinus) sind eine Gattung der Familie der Birkengewächse (Betulaceae) in der Ordnung der Buchenartigen (Fagales). Innerhalb der Birkengewächse bilden die Hainbuchen zusammen mit den Hopfenbuchen (Ostrya), den Haseln (Corylus) und der Gattung Ostryopsis die Unterfamilie der Haselnussgewächse (Coryloideae), die von manchen Autoren auch als eigene Familie geführt wird. Die Gattung wurde von Carl von Linné in seinem Werk Species Plantarum 1753 erstmals wissenschaftlich gültig beschrieben. Der von ihm gewählte Gattungsname Carpinus stammt aus dem Lateinischen und wurde schon von den Römern für die Hainbuche verwendet.
Die Hainbuchen-Arten sind von Europa bis Ostasien verbreitet, wobei der Verbreitungsschwerpunkt in Ostasien liegt. Eine Art, die Amerikanische Hainbuche (Carpinus caroliniana) ist in Nordamerika heimisch, eine weitere, Carpinus tropicalis, in Mexiko bis Mittelamerika. Nach der Flora of China werden etwa 50 Arten unterschieden, davon sind 33 in China heimisch, 27 davon kommen nur dort vor.
Folgende Arten werden angegeben:
- Südbalkan-Hainbuche (Carpinus austrobalcanica D.Lakušić, Kuzmanović, Stevanoski, Schönsw. & Frajman): Erst 2024 neu entdeckt. Heimisch nur in Südalbanien und Nordwestgriechenland.[11]
- Gewöhnliche Hainbuche (Carpinus betulus L.): Das Verbreitungsgebiet reicht von Europa bis zum Iran.[10]
- Amerikanische Hainbuche (Carpinus caroliniana Walter): Mit zwei Unterarten. Die Heimat ist Kanada und die USA.[10]
- Carpinus chuniana Hu: Sie kommt in China vor.[10]
- Herzblättrige Hainbuche (Carpinus cordata Blume): Die Heimat ist China, Korea, Japan und das fernöstliche russische Ostasien. Sie kommt in drei Varietäten vor.[10]
- Carpinus dayongiana K.W.Liu & Q.Z.Lin: Die Heimat ist die Provinz Hunan in China.[10]
- Carpinus eximia Nakai: Die Heimat ist Korea.[10]
- Carpinus faginea Lindl.: Die Heimat ist der westliche und zentrale Himalaja.[10]
- Carpinus fangiana Hu: Die Heimat sind die Provinzen Sichuan und Guangxi in China.[10]
- Carpinus fargesiana H.J.P.Winkl.: Die Heimat ist das östliche und zentrale China. Sie kommt in drei Varietäten vor.[10]
- Carpinus firmifolia (H.J.P.Winkl.) Hu: Die Heimat ist Guizhou in China.[10]
- Carpinus gigabracteatus Z.Qiang Lu: Aus Zentralchina.[10]
- Carpinus hebestroma Yamam.: Die Heimat ist Taiwan.[10]
- Henrys Hainbuche[12]  (Carpinus henryana (H.J.P.Winkl.) H.J.P.Winkl.): Die Heimat ist China. Sie kommt in drei Varietäten vor.[10]
- Carpinus insularis N.H.Xia, K.S.Pang & Y.H.Tong: Die Art wurde 2014 aus Hongkong erstbeschrieben.[10]
- Japanische Hainbuche (Carpinus japonica Blume): Die Heimat ist das zentrale und südliche Japan.[10]
- Carpinus kawakamii Hayata: Die Heimat ist Taiwan und das südöstliche China. Sie kommt in zwei Varietäten vor.[10]
- Carpinus kweichowensis Hu: Die Heimat sind die Provinzen Guizhou und Yunnan in China.[10]
- Carpinus langaoensis Z.Qiang Lu & J.Quan Liu: Sie wurde 2017 aus der chinesischen Provinz Shaanxi erstbeschrieben.[10]
- Lockerblütige Hainbuche[12]  (Carpinus laxiflora (Siebold & Zucc.) Blume): Die Heimat ist Japan und Korea.[10]
- Carpinus lipoensis Y.K.Li: Die Heimat ist die Provinz Guizhou in China.[10]
- Carpinus londoniana H.J.P.Winkl.: Die Heimat ist Thailand, Laos, Myanmar, Vietnam und das südliche China. Sie kommt in vier Varietäten vor.[10]
- Carpinus luochengensis J.Y.Liang: Die Heimat ist das Autonome Gebiet Guangxi in China.[10]
- Carpinus mengshanensis S.B.Liang & F.Z.Zhao: Die Heimat ist die Provinz Shandong in China.[10]
- Carpinus microphylla Z.C.Chen ex Y.S.Wang & J.P.Huang: Die Heimat ist das Autonome Gebiet Guangxi in China.[10]
- Carpinus mollicoma Hu: Die Heimat ist Tibet, das südwestliche Sichuan und Yunnan.[10]
- Carpinus monbeigiana Hand.-Mazz.: Die Heimat ist Tibet bis Yunnan.[10]
- Carpinus omeiensis Hu & W.P.Fang: Die Heimat sind die Provinzen Sichuan und Guizhou in China.[10]
- Orientalische Hainbuche (Carpinus orientalis Mill.): Mit zwei Unterarten. Die Heimat ist Südosteuropa, Ungarn, die Krim und von der Türkei bis zum Iran.[10]
- Carpinus paohsingensis W.Y.Hsia: Die Heimat ist China.[10]
- Carpinus polyneura Franch.: Die Heimat ist das südliche China. Sie kommt in drei Varietäten vor.[10]
- Carpinus pubescens Burkill: Die Heimat ist China und das nördliche Vietnam.[10]
- Carpinus purpurinervis Hu: Die Heimat sind die Provinzen Guizhou und Guangxi in China.[10]
- Carpinus putoensis W.C.Cheng: Die Heimat ist die Provinz Zhejiang in China.[10]
- Carpinus rankanensis Hayata: Die Heimat ist Taiwan. Sie kommt in zwei Varietäten vor.[10]
- Carpinus rupestris A.Camus: Die Heimat sind die Provinzen Yunnan, Guangxi und Guizhou in China.[10]
- Carpinus × schuschaensis H.J.P.Winkl. (= Carpinus betulus × Carpinus orientalis)
- Carpinus shensiensis Hu: Die Heimat sind die Provinzen Gansu und Shaanxi in China.[10]
- Carpinus shimenensis C.J.Qi: Die Heimat ist die Provinz Hunan in China.[10]
- Carpinus tibetana Z.Qiang Lu & J.Quan Liu: Sie wurde 2018 aus Tibet erstbeschrieben.[10]
- Carpinus tientaiensis W.C.Cheng: Die Heimat ist die Provinz Zhejiang in China.[10]
- Carpinus tropicalis (Donn.Sm.) Lundell: Mit zwei Unterarten. Die Heimat ist Mexiko bis Mittelamerika.[10]
- Carpinus tsaiana Hu: Die Heimat sind die Provinzen Yunnan und Guizhou in China.[10]
- Tschonoskis Hainbuche (Carpinus tschonoskii Maxim., Syn.: Carpinus mianningensis T.P.Li): Die Heimat ist das südliche China, Korea und Japan.[10]
- Turczaninows Hainbuche oder Koreanische Hainbuche[12]  (Carpinus turczaninowii Hance, Syn.: Carpinus coreana Nakai): Die Heimat ist China, Korea und Japan.[10]
- Carpinus viminea Wall. ex Lindl.: Die Heimat reicht vom Himalaja bis Korea und dem nördlichen Indochina.[10]

## Verwendung
Das Holz der Hainbuchen ist von geringer wirtschaftlicher Bedeutung. Aufgrund der Härte wird es besonders in Europa zur Herstellung von Hammerköpfen, Werkzeugstielen und Schlagzeugsticks verwendet.